# Куплиямская волость
Куплиямская волость — волость в составе Егорьевского уезда Рязанской губернии, с 1922 года Егорьевского уезда Московской губернии, существовавшая до 1929 года.

## История
Куплиямская волость существовала в составе Егорьевского уезда Рязанской губернии. Административным центром волости было село Куплиям. В 1922 году Егорьевский уезд был включен в состав Московской губернии.
22 июня 1922 года волость была укрупнена путём присоединения к ней Радовицкой волости.
В ходе реформы административно-территориального деления СССР в 1929 году Куплиямская волость была упразднена.

## Состав
На 1885 год в состав Куплиямской волости входило 4 села и 7 деревень.
| Вид     | Наименование    | Население, чел. (1885 год) | Население, чел. (1905 год) |
| ------- | --------------- | -------------------------- | -------------------------- |
| село    | Куплиям         | 1195                       | 1518                       |
| село    | Радовицы        | 412                        | 567                        |
| деревня | Служная слобода | 401                        | 531                        |
| деревня | Сазоново        | 150                        | 240                        |
| деревня | Летово          | 212                        | 283                        |
| деревня | Ново-Покровская | 527                        | 592                        |
| деревня | Молодники       | 488                        | 521                        |
| село    | Никиткино       | 373                        | 1499                       |
| деревня | Шевницы         | 901                        | 740                        |
| деревня | Белавино        | 112                        | 131                        |
| село    | Шарапово        | 846                        | 1117                       |

## Землевладение
Население составляли 10 сельских общин, из которых 9 общин государственных крестьян и одна община крестьян, бывших Комиссии сооружения Московского храма Спасителя. Все общины, кроме одной с участковым землевладением, имели общинную форму землевладения. Все общины делили землю по ревизским душам. Луга в одних общинах делились одновременно с пашней, в других общинах — ежегодно.
Многие общины арендовали луговую землю. Душевые наделы сдавались, в основном за подати. Некоторые наделы оставались без обработки.

## Сельское хозяйство
Земля в волости была посредственная, местами плохая. Почва в большинстве общин песчаная, а в двух общинах — глинистая или суглинистая. Луга в основном были плохие. В 4 общинах имелся дровяной лес, а в остальных — мелколесье и кустарник. Крестьяне сажали рожь, овёс, картофель, гречиху и просо. Топили дровами и сучьями.

## Местные и отхожие промыслы
Основными местными промыслами были ткание нанки, пилка и рубка дров, а также изготовление срубов на продажу. В 1885 году имелось 95 плотников, 36 пильщиков, 33 торговца, 5 лесопромышленников, 22 пчелинца, 3 рыболова, 76 сельских работников, 40 человек занимались разным мастерством (8 фабричных, 4 кузнеца, 6 сапожников, 4 печника, 4 булочника, 2 красильщика, 2 портных, 6 столяров, 3 кровельщика, 2 маслобоя и пр.). В некоторых общинах многие имели свои хмельники для сбора хмеля.
В 1885 году отхожими промыслами занимались 312 мужчин и 10 женщин. Из них 67 плотников, 29 извозчиков, 19 пильщиков, 12 торговцев, 11 приказчиков или служащих в торговых заведениях, 25 булочников, 7 красильщиков, 8 столяров, 4 слесаря, 3 серебряка, 6 фабричных ткачей, 5 маляров, 5 сапожников, 4 кожевника, 17 мастеровых, остальные чернорабочие, половые, прислуга и пр. Большая часть уходила в Московскую губернию.

## Инфраструктура
В 1885 году в волости имелось 5 кузниц, 1 кирпичный завод. 2 маслобойни, 7 питейных и 1 трактирное заведение, 5 мелочных и 8 чайных лавок. Школа была только одна в селе Куплиям. Кроме того в селе Никиткино детей учил сын священника.